# Bairiya
Bairiya (nep. बैरिया) – gaun wikas samiti w środkowej części Nepalu  w strefie Narajani w dystrykcie Rautahat. Według nepalskiego spisu powszechnego z 2001 roku liczył on 590 gospodarstw domowych i 3974 mieszkańców (1958 kobiet i 2016 mężczyzn).